# أوسماعيلا بابا
أوسماعيلا بابا (26 سبتمبر 1986 - ) لاعب كرة قدم كاميروني دولي سابق.

## الإنجازات

### مع القطن
- الدوري الكاميروني الممتاز (6): 2005، 2006، 2007، 2008، 2011، 2018.
- كأس الكاميرون (3): 2007، 2008، 2011.

### مع الصفاقسي
- كأس تونس (1): 2008–09.

### مع أهلي شندي
- هداف الدوري السوداني الممتاز (1): 2013.

## وصلات خارجية
- أوسماعيلا بابا على موقع National Football Teams